# Johann Bernhard von Manstein
Johann Bernhard von Manstein (* 4. April 1740 in Kaukern; † 8. März 1816 in Bartenstein) war ein preußischer Generalmajor, Chef des Dragonerregiments Nr. 10 und Erbherr auf Hermenhagen.

## Leben

### Herkunft
Er entstammte dem alten Adelsgeschlecht von Manstein. Seine Eltern waren Konrad von Manstein (* 1712; † 21. Dezember 1767 in Kaukern) und dessen Ehefrau Marie Dorothea, geborene Cibrovius. Seine Mutter war die Tochter des Pfarrers von Pelleningken. Der Generalmajor Wilhelm Dietrich von Manstein war sein Bruder.

### Militärlaufbahn
Manstein besuchte ab 12. November 1750 das Kadettenhaus in Berlin. Am 12. Januar 1756 kam er dann als Page zur Königin Witwe. Noch im gleichen Jahr wurde er Standartenjunker im Kürassierregiment Nr. 4. Während des Siebenjährigen Krieges kämpfte Manstein in den Schlachten von
Prag, Breslau, Leuthen, Hochkirch, Torgau, Freiberg sowie bei der Belagerung von Prag und im Gefecht bei Chemnitz. Im Gefecht bei Domstadtl wurde er am rechten Arm und am Kopf verwundet. In der Zeit wurde er am 10. Februar 1758 Kornett und am 9. März 1760 Leutnant.
Nach dem Krieg war er in Frankfurt am Main auf Werbung. Am 3. Oktober 1772 wurde Stabsrittmeister sowie am 25. Februar 1778 Rittmeister und Kompaniechef. Als solcher nahm Manstein am Bayerischen Erbfolgekrieg teil. Am 20. Juli 1783 wurde er dann Major, am 11. August 1790 Oberstleutnant und am 25. Januar 1793 Oberst. Mit dem Regiment kämpfte er 1794/95 im Feldzug in Polen. Am 27. März 1797 erhielt er die Stelle des Regimentskommandeurs. Am 26. April 1801 erhielt er dann das Dragonerregiment „von Busch“ als Chef, kurz danach am 20. Mai 1801 erhielt er die Ernennung zum Generalmajor. Während der Parade am 2. Juni 1804 erhielt er den Orden Pour le Mérite. Am 8. April 1806 erhielt er seine Demission und dazu eine jährliche Pension von 1000 Talern. Er starb am 8. März 1816 in Bartenstein.

### Familie
Manstein heiratete am 29. September 1772 in Frankfurt am Main Friederice Karoline Baur von Eysseneck (* 20. Dezember 1750; † 12. September 1800). Das Paar hatte folgende Kinder:
- Karl Philipp (* 9. Mai 1773; † 24. Juni 1821), Major a. D. ⚭ Henriette Dangel
- Hieronymous Maximilian (* 21. Juni 1774, † 22. Dezember 1779)
- Susanne Charlotte Wilhelmine (* 9. Dezember 1776) ⚭ Heinrich von Knobelsdorff († 1. August 1826), Herr auf Hermenhagen
- Maximilian Friedrich (* 27. November 1779)
- Joseph Ernst Bernhard Friedrich (* 29. September 1784; † 27. Oktober 1837), Premierleutnant
- Christoph Friedrich Ludwig (* 26. September 1783), Husarenregiment Nr. 7 ⚭ 10. November 1816 Friederike Wilhelmine Magdalene von Goetze († 22. März 1849)
- Wilhelm Heinrich (* 15. Juni 1784)

Nach der Scheidung von seiner ersten Frau heiratete Manstein am 4. April 1793 auf Schloss Weigelsdorf die Gräfin Henriette von Seherr-Thoß (* 12. September 1765). Diese Ehe wurde am 22. April 1796 geschieden.